# Erin (Wisconsin)
Erin è un comune degli Stati Uniti, situato in Wisconsin, nella Contea di Washington.